# Teoria da informação quântica
Na ciência da informação quântica, a teoria da informação quântica é a generalização da teoria da informação de Shannon para o domínio da mecânica quântica. A informação quântica é a informação do estado de um sistema quântico. É a entidade básica de estudo na teoria da informação quântica e pode ser manipulada usando técnicas de processamento de informação quântica.

## Objetivos
Em um amplo contexto, a teoria da informação quântica procura identificar esses recursos, separando o quantum do mundo clássico, o que cria novas possibilidades para o processamento de informações. Mais concreto, e em analogia com o campo clássico, o trabalho sobre a teoria da informação quântica pode ser caracterizado pelos seguintes objetivos fundamentais:
- identificar classes elementares de recursos estáticos na mecânica quântica (por exemplo, bits, qubits, qutrit, emaranhamento)

- identificar classes elementares de processos dinâmicos na mecânica quântica (por exemplo, transmissão de informação clássica ou quântica, ruído em um canal de comunicação clássico ou quântico)

- quantificar os recursos necessários para executar processos dinâmicos elementares.

Como a física clássica surge como um caso especial da física quântica, todos os elementos estáticos e dinâmicos da teoria clássica da informação também estão presentes na teoria quântica da informação. No entanto, o último é de escopo mais amplo, pois também inclui elementos estáticos e dinâmicos adicionais, específicos da mecânica quântica.